# Lawrence Sabatini
Lawrence Sabatini CS (* 15. Mai 1930 in Chicago, USA) ist emeritierter Bischof von Kamloops.

## Leben
Lawrence Sabatini trat der Ordensgemeinschaft der Scalabrinianer bei und empfing am 19. März 1957 die Priesterweihe.
Papst Paul VI. ernannte ihn am 15. Juli 1978 zum Titularbischof von Nasai und Weihbischof in Vancouver. Die Bischofsweihe spendete ihm der Erzbischof von Vancouver, James Francis Carney, am 21. September desselben Jahres; Mitkonsekratoren waren John Fergus O’Grady OMI, Bischof von Prince George, und Remi Joseph De Roo, Bischof von Victoria.
Papst Johannes Paul II. ernannte ihn am 30. September 1982 zum Bischof von Kamloops und nahm am 2. September 1999 sein Rücktrittsgesuch an.